# Société béninoise de brasseries
La Société béninoise de brasseries (SOBEBRA) est une société qui produit et commercialise des boissons au Bénin et en Afrique de l'Ouest.

## Histoire
Avant la proclamation de la République du Dahomey (actuel Bénin), la colonie française ne possède aucune brasserie et, jusqu'en 1957, la future SOBEBRA n'est autre qu'une succursale de la BRACODI qui importe des boissons depuis la Côte d'Ivoire. Structurée, elle devient la Société de brasseries du Dahomey (SOBRADA) et, à l'indépendance en 1960, est renommée SOBRADO,. 
À la suite de la Révolution de 1972 initiée par Mathieu Kérékou, la SOBRADO est nationalisée en 1975 et devient La Béninoise en janvier 1976. 
Faisant face à des difficultés financières et peinant à gérer décemment La Béninoise qui connait des problèmes de production et de qualité, l'État se résout à privatiser l'entreprise. La Béninoise est cédée le 6 janvier 1992 au groupe français Brasseries et glacières internationales, filiale du Groupe Castel et rebaptisée SOBEBRA,.

## Localisation et distribution

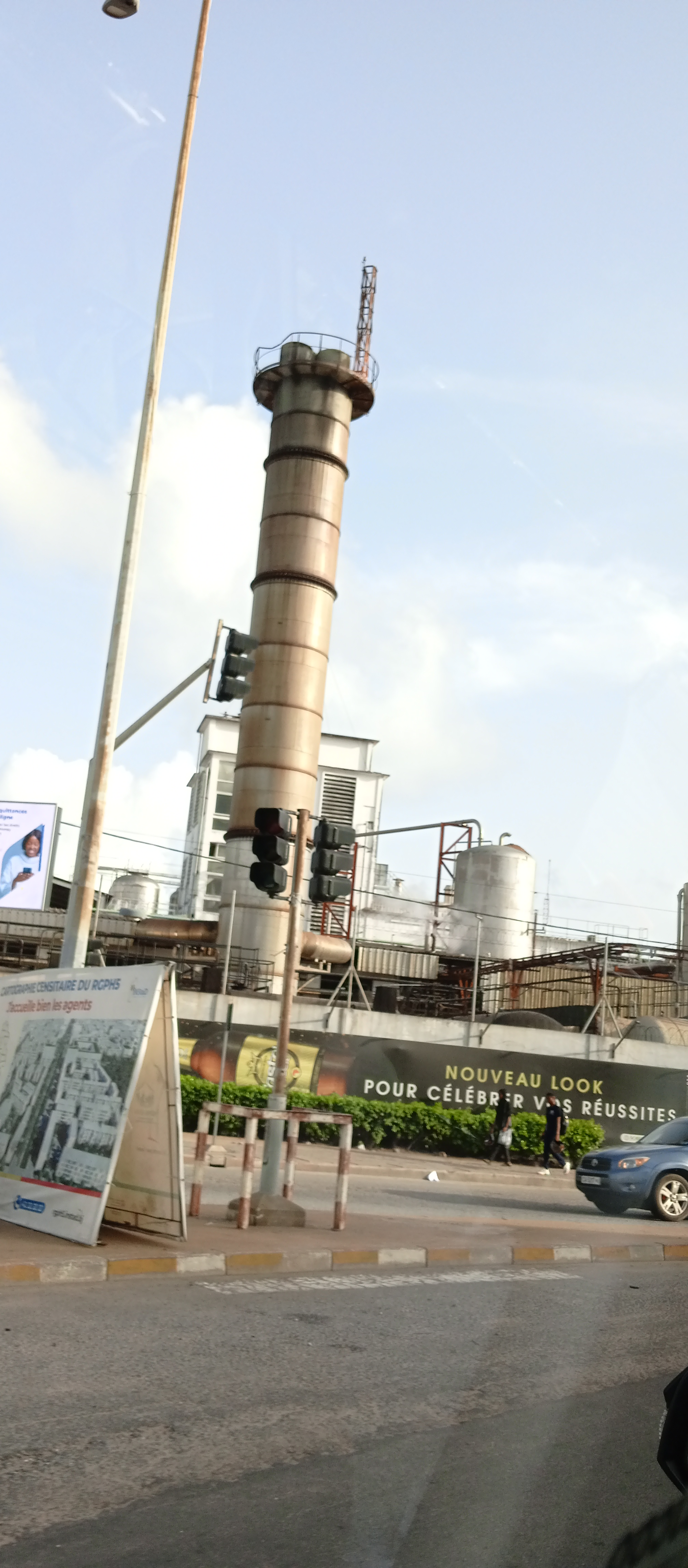
Haut fourneau d'usine de la SOBEBRA à Cotonou au Bénin photo prise en 2024 depuis carrefour Sobebra

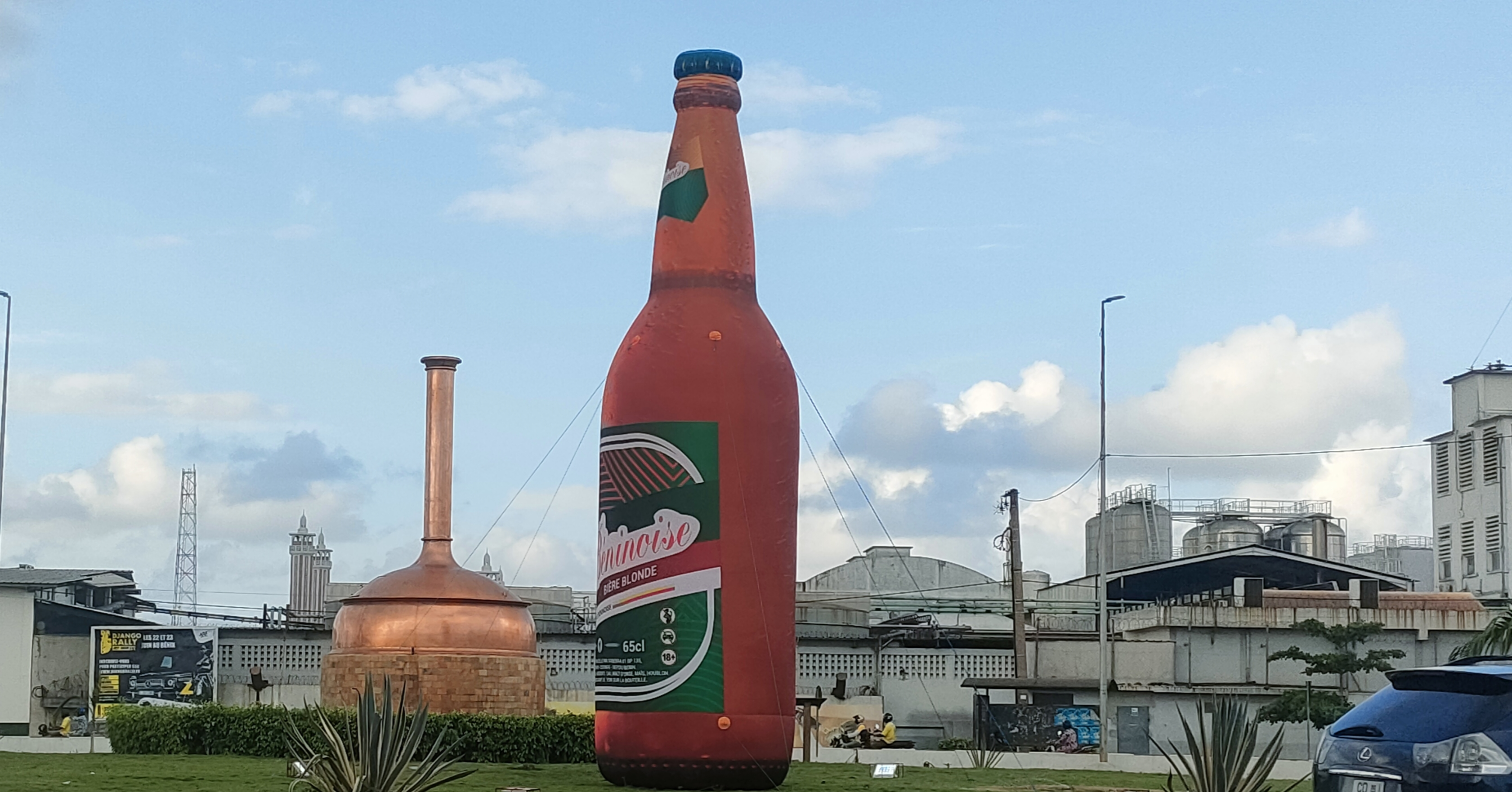
Le carrefour de la société au Bénin

La SOBEBRA est implantée à Cotonou, à Parakou et à Possotomè ; elle dessert tout le territoire national grâce à un réseau de distributeurs.